# أليكس كلير
أليكس كلير (بالإنجليزية: Alex Clare)‏ وهو اسمه الكامل أليكسندر جورج كلير (بالإنجليزية: Alexander George Clare)‏ وهو مغني وكاتب أغاني إنكليزي بريطاني ولد في يوم 14 سبتمبر 1985 في مدينة لندن إنجلترا المملكة المتحدة من أشهر أغانيه أغنية Too Close وهو من أصل يهودي.

## روابط خارجية
- أليكس كلير على موقع IMDb (الإنجليزية)
- أليكس كلير على موقع ميوزك برينز (الإنجليزية)
- أليكس كلير على موقع أول ميوزيك (الإنجليزية)
- أليكس كلير على موقع ديسكوغز (الإنجليزية)